# Eustaquio Fortea
Eustaquio Fortea del Pozo y Clavijo de Gálvez (Alicante, España, 1586-La Serena, Capitanía General de Chile, circa 1655) fue un noble y aristócrata español, militar, explorador, conquistador, poblador y gobernante colonial con importante participación en la conquista de Chile y Argentina, uno de los pioneros en la elaboración del pisco y vino de Chile. También fue fundador y genearca de la familia Fortea del Pozo en América, una de las familias Criollas más acaudaladas de San Bartolomé de La Serena y principales terratenientes del sector costero del Valle de Limarí desde principios del siglo XVII hasta fines del siglo XIX y tronco de una de las más importantes familias chilenas del Norte Chico en el Chile colonial.

## Actividad política y militar
Maestre de Campo y Capitán de Caballos Ligeros y Lanzas Españolas; Alcalde de primer voto de La Serena 1632, regidor de La Serena 1642; Corregidor de La Serena y Teniente de Corregidor y Justicia Mayor del Limarí 1638 Justicia Mayor y Lugarteniente de Mar y Tierra y Alférez Real y Oficial Real 1646-1650. 
- Datos: Q56377639